# フォートエドワード (ニューヨーク州)
フォートエドワード（英: Fort Edward）は、アメリカ合衆国ニューヨーク州東部の町。ワシントン郡の郡庁所在地である。人口は5,979人（2020年）。フォートエドワード町はグレンズフォールズ都市圏に属している。
ハドソンフォールズとフォートエドワードの各村の間、アメリカ国道4号線沿いの市民センター施設にワシントン郡の郡庁舎がある。この施設が1994年に完成したとき、郡の管理事務所がそれまで郡庁所在地だったハドソンフォールズからこの場所に移ってきた。
フォートエドワード町の中には同名のフォートエドワード村も入っている。この村も町も郡内では東部郡境にある。

## 歴史
フォートエドワードは、ヨーロッパ人が植民地化を始める前の数千年間にわたってインディアンが使っていたハドソン川の滝周辺にある陸路だった「グレート・キャリイング・プレース」にある。インディアンの「大戦争道」にあり、それをフランス人やイングランド人が植民地時代特に18世紀には、自分たちの戦争のために使った。
フレンチ・インディアン戦争（1754年-1763年）のとき、フィニアス・ライマン将軍が1755年にここでライマン砦を建設した。1756年に、この地域のインディアン問題のイギリス監督官ウィリアム・ジョンソン卿が、イギリス王ジョージ2世の孫であるエドワード王子の栄誉を称えてエドワード砦と改名した。エドワードは後の国王ジョージ3世の弟だった。
フォートエドワードの町は1818年に設立された。1849年、フォートエドワードの街が村として法人化されることで町と分離した。
フォートエドワード・デラウェア・アンド・ハドソン鉄道駅、フォートミラー改革教会施設、セントジェームズ・エピスコパル教会、ロジャーズ島、オールド・フォート・ハウス、ウィング・ノーサップ邸がアメリカ合衆国国家歴史登録財に指定されている。

## 地理
アメリカ合衆国国勢調査局に拠れば、町域全面積は27.4平方マイル (71.0 km2)であり、このうち陸地26.8平方マイル (69.4 km2)、水域は0.6平方マイル (1.6 km2)で水域率は2.19%である
町の西側境界はハドソン川であり、川の対岸はサラトガ郡である。
アメリカ国道4号線がハドソン川に沿い、町の西側を走っており、フォートエドワード村でニューヨーク州道197号線と合流する。ハドソン川は町の北部を横切っている。

## 人口動態
以下は2000年国勢調査による人口統計データである。
| 基礎データ - 人口: 5,892 人 - 世帯数: 2,248 世帯 - 家族数: 1,571 家族 - 人口密度: 84.9人/km2（219.9 人/mi2） - 住居数: 2,487 軒 - 住居密度: 35.8軒/km2（92.8 軒/mi2） 人種別人口構成 - 白人: 98.59% - アフリカン・アメリカン: 0.34% - ネイティブ・アメリカン: 0.24% - アジア人: 0.22% - その他の人種: 0.10% - 混血: 0.51% - ヒスパニック・ラテン系: 0.53% 年齢別人口構成 - 18歳未満: 24.4% - 18-24歳: 7.6% - 25-44歳: 28.8% - 45-64歳: 22.9% - 65歳以上: 16.3% - 年齢の中央値: 38歳 - 性比（女性100人あたり男性の人口） - 総人口: 93.6 - 18歳以上: 90.7 | 世帯と家族（対世帯数） - 18歳未満の子供がいる: 32.8% - 結婚・同居している夫婦: 50.2% - 未婚・離婚・死別女性が世帯主: 14.2% - 非家族世帯: 30.1% - 単身世帯: 24.5% - 65歳以上の老人1人暮らし: 9.7% - 平均構成人数 - 世帯: 2.52人 - 家族: 2.95人 収入と家計 - 収入の中央値 - 世帯: 34,973米ドル - 家族: 41,630米ドル - 性別 - 男性: 31,875米ドル - 女性: 23,429米ドル - 人口1人あたり収入: 17,201米ドル - 貧困線以下 - 対人口: 9.9% - 対家族数: 6.5% - 18歳未満: 16.8% - 65歳以上: 3.0% |

## 交通

### 鉄道

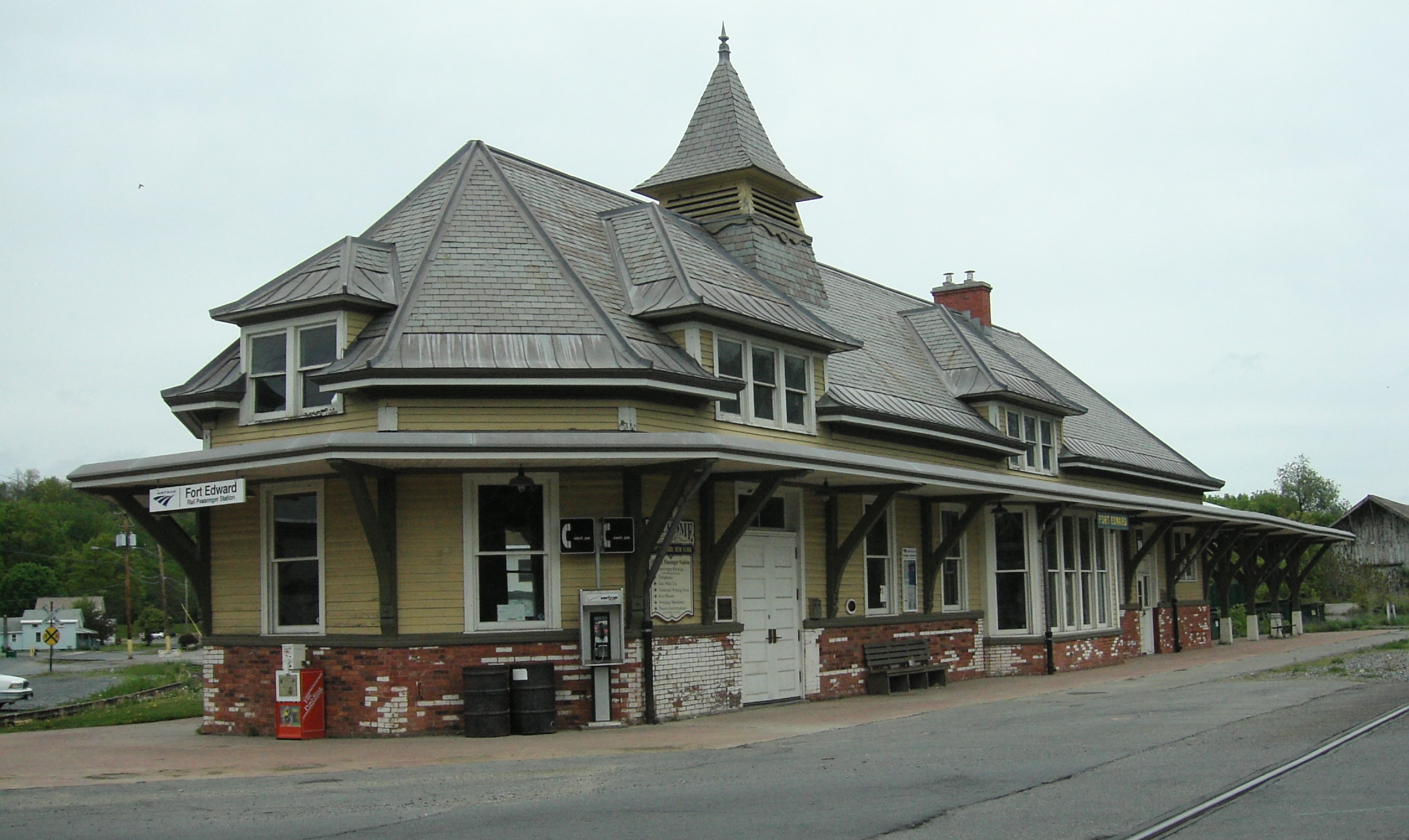
フォート・エドワード駅

アムトラックのフォート・エドワード駅はイースト・ストリート70にある。
アムトラックのフォート・エドワード駅に停車する列車は下記の通り。
モントリオールとニューヨーク間の昼行国際列車アディロンダック号…1日1往復停車
バーモント州ラトランドとニューヨーク間の昼行中距離列車イーサン・アレン・エクスプレス号…1日1往復停車

## フォートエドワード町の中の地域社会と場所

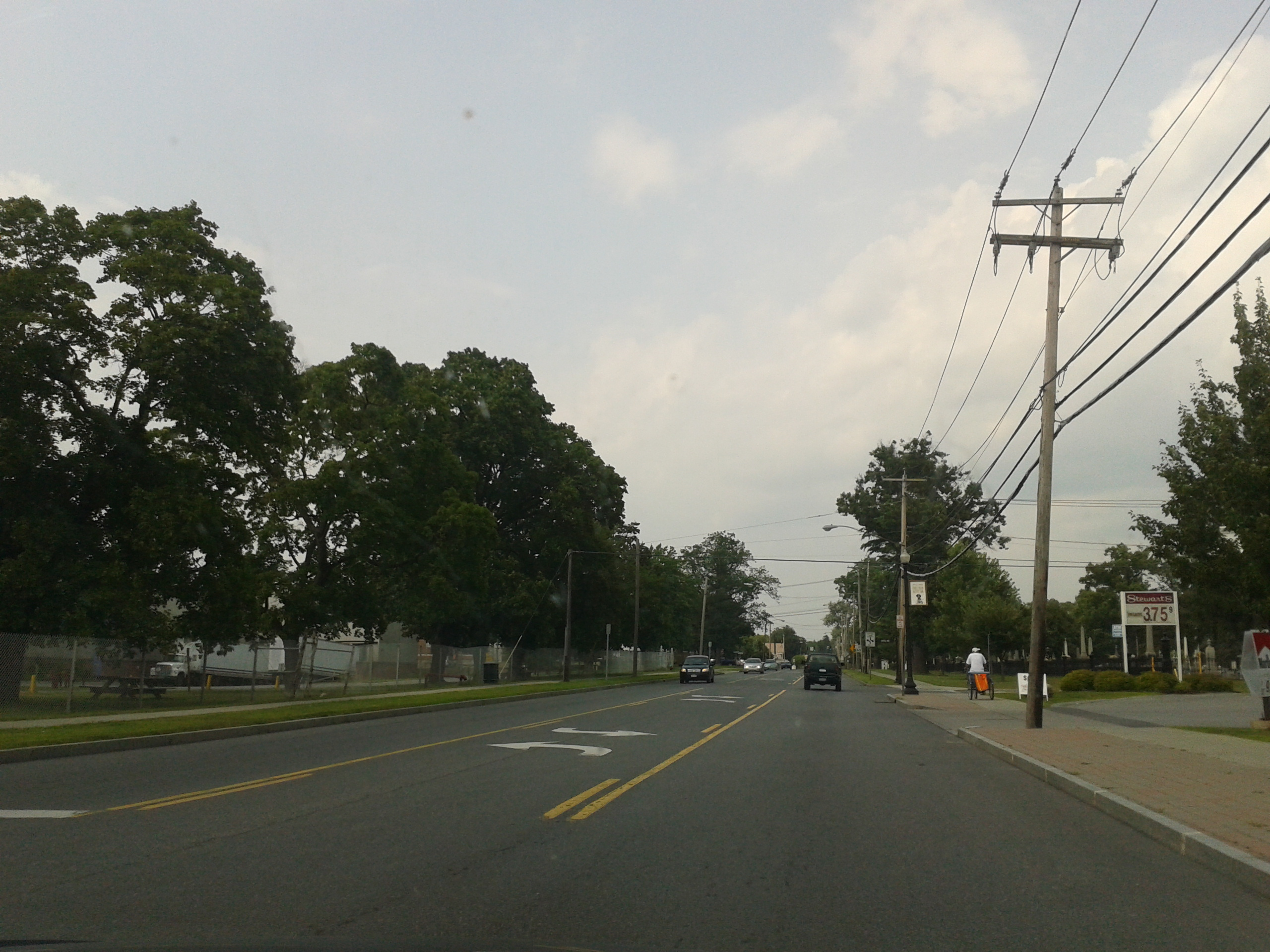
フォートエドワードの街頭

- ダーキータウン – 町の東側境界にある小集落
- フォートエドワード – 町の北西部にある村
- フォートエドワードセンター – フォートエドワード村から南に約3キロメートルにある元の街
- フォートミラー – 町の南部にある小集落、アメリカ国道4号線とハドソン川に沿っている
- モーゼスキル（モックとも呼ばれる） – ハドソン川傍、フォートエドワード村の南にある元の街、そこでハドソン川に入る小川から名付けられた
- ロジャーの島 – ハドソン川の中、フォートエドワード村に隣接する島、フレンチ・インディアン戦争の時に要塞化された

## 著名な出身者
- スーザン・B・アンソニー、女性参政権活動家、モーゼスキルで教師をした